# برطية
 برطية هي قرية في منطقة المدينة المنورة، في غرب المملكة العربية السعودية.

## الموقع
تقع قرية برطية غرب مدينة المدينة المنورة، تبعد عن المسجد النبوي مسافة 145 كم. وجنوب شرق مدينة ينبع النخل. تقع على سفوح جبل على ارتفاع 424 متر عن سطح البحر بالقرب من قرية مدسوس غير بعيدة عن وادي ليي.

## تاريخ
شهدت ينبع النخل منذ آلاف السنين أحداث تاريخية حيث كانت مركزاً لتجارة الجزيرة العربية بحكم كثرة المزارع فيها والتي كانت هي عصب الحياة في العصر الماضي وكذلك غزارة ووفرة المياه فيها، وكانت قرى الدهناء تمتد من ساحل البحر الأحمر من ميناء الجار القديم حتى بداية قرى مدسوس ومنها قرية برطية وقرى المبارك شرقاً، وهي القرى التي تعتبر المحطة الرئيسية في طرق التجارة للشام ومصر قبل الإسلام ومن ثم طرق الحاج. لم يبق من هذه القرى سوى بعض المعالم القليلة جدا، وسكان وادي ينبع النخل هم قبيلة الأشراف وقبيلة جهينة وقبيلة حرب.

## المناخ
مناخ قرية برطية مثل مناخ ينبع القريبة فهو حار صيفا وقد تصل درجات الحرارة إلى 49 درجة مئوية. والجو معتدل يميل للبرودة في فصل الشتاء، وقد تصل درجات الحرارة إلى 12 درجة مئوية. أما الأمطار فقليلة في الشتاء وتكون الأمطار مصحوبة بعواصف رعدية قوية. وتبلغ كمية الأمطار 99 مليمتر في العام، ويعتبر شهر سبتمبر من أشد الشهور رطوبة فتصل الرطوبة فيه بعض الأحيان حوالي 94 %.